# 피타텐
《피타텐》(ぴたテン) 혹은 《삐따텐》은 코게돈보* 원작의 만화 및 이를 원작으로 한 애니메이션이다. 만화책은 모두 8권으로 완결되었으며, TV 애니메이션으로는 전 26화가 방영되었다.
대한민국에서는 투니버스를 통해 2004년 3월 8일부터 4월 27일까지 방영되었다.

## 개요
중학 수험을 가까이 둔, 조금은 쿨한 초등학교 6학년생 히구치 코타로가 천계에서 온 견습 천사인 미샤와 갑자기 어디선가 나타난 수수께끼의 여성 시아, 동급생의 타카시, 코보시와 함께 고민하며 성장해 가는 스토리.
애니메이션화가 되면서 폭넓은 연령층에 관심을 받게 되어, 7권이나 8권은 일부 코믹스 랭킹에서 대두되는 주간 소년잡지계의 단행본과 순위를 경쟁하는 것도 볼 수 있었다.
원작은 초반에는 코미디를 기조로하고 있었지만, 중반에는 등장 인물이 가지고 있는 고민이 클로즈업 되면서 종반에는 코타로의 집안을 둘러싼 수수께끼가 스토리의 축이 된다. 애니메이션에서는 원작과 달리 코미디성이 강하며 원작에서의 설정이 사라진 것도 있다.
피타텐(ぴたテン)피타텐의 뜻은 공식적으로 작가가 발표한 뜻은 없으나 피터팬+텐시(천사)의일본식 조어라는 것이 정설로 받아들여지고 있다. 어느날 갑자기 찾아와 평범한 일상에 새로운 변화를 몰고온 피터팬(일본어로 피터는 발음이 안되므로 "피타"로 발음)에서 영감을 얻고, 나아가 찾아오는 존재가 천사(일본어로 텐시)라는 것을 조합한 단어로 받아들여지고 있는 것이다.

## 등장인물
성우는 애니메이션판에 의한다. 왼쪽은 일본 캐스팅, 오른쪽은 한국의 캐스팅이다.
히구치 코타로 (樋口 湖太郎, 서 지우)
C.V.：사와시로 미유키 / 이선
주인공. 초등학교 6학년생으로 중학교 수험을 앞두고 있다. 옆집에 이사온 미샤가 끈질기게 달라붙는다.
모친은 어릴 적 사망(애니메이션 판이나 원작 모두 교통사고로 사망했다. 원작에서는 모친과 함께 교통사고를 당했으나 코타로만 살아남아 이 때의 기억이 심각한 트라우마가 되고 있다.) 부친과 두 명이서 살고 있지만 부친은 바쁘기 때문에 거의 혼자서 생활하고 있다.
처음에는 끈질기게 달라붙는 미샤를 귀찮아했지만, 그녀의 천성인 밝은 성격에 조금씩 마음을 열어간다.
악마의 혈통을 받았기 때문에 유령이나 천사 등 보통 인간에게는 보이지 않는 것이 보인다.(다만 미샤나 시아는 보통 인간에게도 보인다.)악마가 근처에있으면 두통이 나지만 미샤의 힘에 의해서 괜찮게 되었다. 또 영감에 의해서 무의식 중에 시험이나 운동을 예측하기도 해서 성적은 좋다.
증조부의 아들인 코타로(小太郎)의 환생. 영혼이 같아서 미샤는 코타로(湖太郎)를 코타로(小太郎)라고 믿어서 코타로(湖太郎)를 행복하게 해주려고 한다.
원작에서는 모친이 없는 탓인지 쿨하고 어른스러운 성격. 애니메이션판에서는 쿨함이 희미해지며 보통 또래의 성격이 되어버린다. 보이지 않는 것이 보이는 특성은 혈통에 기인하는 것이 아니고 특수한 체질이기 때문으로 설정이 변하였다.
미샤
시아
우에마츠 코보시 (植松 小星, 송 은별)
C.V. ：쿠기미야 리에 / 여민정
코타로의 클래스 메이트로 소꿉친구. 강한 성격에 코타로를 좋아하고, 미샤로부터 코타로를 지키려고한다. 왠지 고양이 귀를 붙이고 있지만, 원작의 종반에서 가짜 귀였던 것으로 밝혀진다.
소설판 제1권에 의하면 코타로와 만난 것은 유치원 시절로 그 때부터 코타로를 좋아하게 된 것 같다.
애니메이션 판에서는 강한 성격에 활동적인 성격이 추가되었다. 코타로를 좋아하게 된 것은 유치원 시절에 미끄럼틀에서 넘어져 울고 있었을 때에 코타로가 손을 내밀어 준 것이 계기로 되어 있다. 그러나 실제 당시의 그녀는 아이들이 코타로를 괴롭힐 때 그를 지겨주고, 많이 먹기 대회나 스모 대회에서 활약한, 사내 아이를 압도하는 굉장한 유치원생이었다. 왜인지 본인은 그 기억을 전부 무의식중에 봉인해, 자신을 연약한 여자아이라고 믿고선 미끄럼틀의 추억을 보물로 간직하고 있었다. 코타로가 상냥하게 손을 뻗어준 건의 진상도, 그때는 감기에 걸려서 노력해서 받았다는 것.
코타로에게 들러붙는 미사를 귀찮게 생각하지만, 싫어하는 정도는 아니고 오히려 그녀의 용모나 대담함을 동경하고 있다.
야아노코지 타카시 (綾小路 天, 민 혜성)
C.V.：사이가 미츠키 / 박경혜
코타로의 클래스 메이트. 애칭은 〈텐짱(テンちゃん)〉.
전국 모의 시험에서 1위를 할 정도의 수재로서 클래스의 여자아이들에게도 사랑받고 있지만, 그늘에서 노력하는 모습을 숨기거나 가정의 사정(아버지가 장기 입원 중이기 때문에 경제적으로 힘들고, 합격이 확실한 사립 중에도 진학할 수 없다)을 겉으로 드러내지 않기 때문에, 질투를 받는 일도 많다.
원작에서는 시아를 좋아하고 있었지만, 이야기 종반에서 사실 코보시를 좋아한다는 것이 판명된다.
애니메이션 판에서는 가정의 사정은 특별히 그려지지 않는다. 또, 코보시에게 관심을 보이긴 하지만, 사실은 시아에게 마음이 있고, 상당히 잘 되는 느낌이다. 한 번은 자아가 악마인 것을 알고 고민하지만, 자신이 천사인 것을 전혀 의식하지 않고 인간인 코타로에게 들러붙는 미사의 모습을 보고, 최종적으로 종족은 관계 없다는 것을 깨닫는다.
냐 (ニャー, 네로  / 본명：크라우스 로젠버그 (クラウス・ローゼンバーグ))
C.V.：토우마 유미 / 한채언
시아가 언제나 데리고 있는 검은 고양이. 그 정체는 시아의 감시역인 앙마로서 이름을 물었는데 울음 소리로 대답했기 때문에 냐라고 불리고 있다.
원작에서는 후반이 되어서 인간형의 모습을 보인다. 소설판 제3권에서 크라우스 로젠버그라고하는 본명이 밝혀진다. 원작의 6권 후기에서 원작자인 코게돈보*는 냐의 본명에 대해서 "생각이 나지 않아서, 멍하니 있었다"라고 말해지고 있다.
시마를 항상 지켜보다가 기억을 지워서 마계로 데려가 버렸다. 그 때문에 시아가 찾는 물건이 무엇인지 알면서도 동행하고 있다.
동족의 생명은 각별한 영양원이 되기 때문에, 시아의 생명이 다하기 전에 코타로의 생명을 빨아들여 더 살 수 있도록 부추긴 적도 있다.
애니메이션 판에서는, 끝까지 검은 고양이인 채로 성격도 꽤 차이가 있다. 원작에서는 차가운 느낌의 성격에 비해, 애니메이션에서는 시아의 교육 및 태클성질이 강한 성격이 되었다.
미타라이 히로시 (御手洗 大, 강 세준)
C.V.：쿠마이 모토코 / 이명선
코타로의 클래스 메이트로 미타라이가의 후계자. 사립교에 다니고 있었지만, 전국 모의 시험에서 타카시를 이길 수 없는 분함에서 타카시와 같은 클래스로 전학을 왔다. 타카시를 라이벌시 하고 있지만, 상대가 되지 않는다.
미샤에게 한눈에 반해, 그 이후로 미샤를 생각하고 있다. 영감이 강한 것 같아서 미샤를 천사라고 말하며(아마 비유적인 표현인 것 같다.), 시아를 귀신(=악마)이라고 즉석에 간파했다.
통칭 다이. 이름 때문에 처음부터 타카시에게 응가라고 불렸다.
애니메이션판에서는 응가가 안 돼서, 처음부터 통칭은 화장실이 되고 있다.
미타라이 카오루 (御手洗 薫, 강 세나)
C.V.：노가와 사쿠라 / 류점희
히로시의 여동생. 한결같은 성격으로 타카시에게 한눈에 반했다. 타카시를 참견하기 위해서 장대를 휘두리는 것도 자주 있다.
머리에 줄자같은 리본을 하고 있다.
사샤 (早紗)
C.V.：오카무라 아케미 / 이용신
미샤의 언니로서 면허가 있는 정식 천사. 통칭은 〈삿짱(さっちゅん)〉. 통칭이라기보다는 스스로 그렇게 자칭하고 있다. 코타로(小太郎) 사건으로 침울해있던 미샤를 억지로 사회복귀시켰다. 그 다음에는 미샤의 천사 승격 시험을 도와주기 위해 하계에 강림해, 코타로(湖太郎)에게 "시험에 방해 돼."라며 배제하려고 한다. 천계에서도 경의를 받고 있어 아무도 거역할 수 없다고 한다.
애니메이션판에서는 미사의 상태를 보러 오거나, 미사의 시험관을 맡기 위해 강림한다. 코타로에게 천사인 자신의 모습이 보이거나 미사가 시아와 동거하고 있는 일 등의 예기치 못한 사태에 대해 "(하계는) 기묘한 세계예요"하고 소란을 피워, 코타로가 "잘 놀라는 사람이구나"라고 말한다. '누군가가 곤란해 하고 있는 빔'을 수신해서, 곤란한 사람을 도와준다. 또, 냐와는 견원지간이 되어, 얼굴을 맞댈 때마다 싸운다.
테루테루보우즈 같은 인형으로 머리를 치장하고 있다.
코타로의 아버지(湖太郎の父)
C.V.：히야마 노부유키/현경수
일로 자주 집을 비우고 있다.
시노 (紫乃, 이슬)
C.V.：카와타 타에코 / 이용신
코타로의 외가 사촌 여동생이며 모친은 사망하고 부친은 병으로 입원 중이기 때문에 코타로의 집에서 살고 있다.
악마의 피가 흐르고 있기 때문에 영감이 있어, 악마와 가까워지면 두통이 나기 때문에 시아를 피하고 있다.
어미에 〈~우(～ぅ)〉를 붙이는, 독특한 어조로 말한다.
타로 (太郎)
원작에서만 등장하는 인물로 코타로(湖太郎)의 외가 증조부로 코타로(小太郎)의 부친. 시마(옛날의 시아)와 사이가 좋았지만 생이별하고, 아카네라는 정혼자가 있지만 학교도 그만두고 관동 대지진 때 시마와 사랑의 도피로 코타로(小太郎)와 시노(志乃)라는 두 명의 아이를 가지게 된다.
원작에서는 노령이면서 생존으로, 매년 사과를 대량으로 보내고 있지만 원작 종반에서는 사망. 최후까지 시아를 계속 기다렸지만 재회는 실현되지 않았다.
증조부이지만 할아버지라고 불리고 있다.
코타로 (小太郎)
원작에서만 등장하는 인물로 히구치 코타로(湖太郎)의 전생. 유령이 보이기 때문에 그 존재를 말하거나 타인의 죽음이 보였기 때문에 출병하는 젊은이의 죽음을 예언한 일로 불길한 존재로 따돌림 당하고 있었다. 그러한 신체인 자신을 저주하고 있었지만, 천사인 미샤의 모습을 볼 수 있는 것도 그 힘이었기 때문에 미샤가 유일한 구제였다.
그러나 미샤가 천계로 돌아가게 되어서 뒤를 쫓으려고 호수에서 투신 자살해 사망, 그것이 원인으로 미샤는 검은 옷을 입고 인간이 접할 수 있을 정도로 저급한 존재가 되어버린다.
시노 (志乃)
원작에서만 등장하는 인물로 코타로(小太郎)의 여동생. 코타로의 외가의 조모이며 고인.
코타로(湖太郎)의 어머니, 시노(紫乃)의 어머니, 코타로(湖太郎)의 숙모를 낳았다.
이치노세 아오이 (一ノ瀬 葵)
소설판의 2권에서만 등장하는 인물로 히로시의 소꿉친구. 히로시보다는 한 살연상으로 중학교 1학년. 히로시에게는 〈아오짱(あおちゃん)〉이라고 불렸다.
양친의 이혼에 의해서, 부친과 함께 뉴욕으로 가기로 됐다.

## 서적

### 일본
전격 코믹스
피타텐（1）2000년 4월 초판
피타텐（2）2000년 10월 초판
피타텐（3）2001년 4월 초판
피타텐（4）2001년 10월 초판
피타텐（5）2002년 4월 초판
피타텐（6）2002년 10월 초판
피타텐（7）2003년 4월 초판
피타텐（8）2003년 9월 초판
피타텐 공식 코믹 팬북 (앤솔러지)
1. 2002년 3월 초판
2. 2002년 6월 초판
3. 2002년 9월 초판

전격G's문고
오치아이 유카리 지음, 코게돈보*표지, 야마구치 리나삽화
1. 조금 옛날 일을 보내는 방법(ちょっと昔の過ごし方) 2002년 4월 초판
2. 소중한 사람을 지키는 방법(大切な人の守り方) 2002년 8월 초판
3. 작별을 전하는 방법(さよならの伝え方) 2003년 2월 초판

무크
피타텐 포스트카드 화집 (ぴたテン ポストカード画集) 2002년 3월 초판
피타텐을 즐기는 방법 그 1 (ぴたテンの楽しみ方 その1) 2002년 8월 초판
피타텐을 즐기는 방법 그 2 (ぴたテンの楽しみ方 その2) 2002년 12월 초판
코게돈보 화집 피타텐 (コゲどんぼ画集 ぴたテン) 2004년 1월 초판

### 한국
삼양코믹스
피타텐（1）2002년 10월 1일 초판
피타텐（2）2003년 1월 23일 초판
피타텐（3）2003년 3월 26일 초판
피타텐（4）2003년 4월 14일 초판
피타텐（5）2003년 6월 4일 초판
피타텐（6）2003년 10월 30일 초판
피타텐（7）2003년 11월 26일 초판
피타텐（8）2004년 2월 12일 초판

## 애니메이션

### 스탭
- 기획：木谷高明,佐藤辰男,川城和実,丸山正雄
- 시리즈구성：面出明美,小林靖子
- 캐릭터디자인：坂井久太
- 미술감독：西山礼児
- 미술설정：児玉尚子
- 색체설계：松田成志
- 편집：瀬山武司
- 음악감독：다나카 카즈야
- 음악：七瀬光
- 프로듀서：金岡英司⇒原弘之,渡辺和哉,横沢隆,里見哲朗,森本浩二
- 애니메이션프로듀서：白井勝也
- 애니메이션제작：매드하우스
- 애니메이션제작협력：스튜디오매트릭스
- 제작：TV오사카, 요미우리광고사, 피타조

### 주제가

#### 일본
오프닝테마《Wake Up Angel ~소원을 빌면 ∞(무한)하게 돼~(Wake Up Angel ～ねがいましては∞(無限)なり～)》（1화〜26화）
노래：Funta/작사・작곡：Uco,요시미/편곡：Funta, 深澤秀行
엔딩테마《작은 마법(ちいさなまほう)》（1화〜26화）
노래：사와시로 미유키/작사：타니구치 마사아키/작곡・편곡：나나세 히카루

#### 한국
오프닝테마《천사와 고공비행》（1화〜26화）
노래：이용신/작사：신동식/작곡：이창희/편곡：이종교,이창희
엔딩테마《작은 마법》（1화〜26화）
노래：임지숙/작곡・편곡：나나세 히카루/개사：장동준

### 각화 리스트
| 화수 | 서브타이틀                    | 서브타이틀                   | 각본                      | 그림콘티            | 연출            | 작화감독                     |
| ---- | ----------------------------- | ---------------------------- | ------------------------- | ------------------- | --------------- | ---------------------------- |
| 1    | 천사와 사귀는 방법            | 天使とのつきあい方           | 面出明美                  | 佐藤雄三            | 佐藤雄三        | 中原清隆                     |
| 2    | 맛있는 애플파이를 만드는 방법 | おいしいアップルパイの作り方 | 面出明美                  | 川瀬敏文            | 奥村吉昭        | 権允姫                       |
| 3    | 담력 시험을 즐기는 방법       | きもだめしの楽しみ方         | 面出明美                  | 佐藤雄三            | 山田雄三        | 南伸一郎                     |
| 4    | 즐거운 온천에 들어가는 방법   | 楽しい温泉の入り方           | 面出明美                  | 中村賢太郎          | 磨積良亜澄      | 野口和夫                     |
| 5    | 아르바이트를 찾는 방법        | アルバイトの探し方           | ふでやすかずゆき          | 駒井一也            | 駒井一也        | 赤尾良太郎 南伸一郎          |
| 6    | 새로운 친구를 맞이하는 방법   | 新しいともだちの迎え方       | ときたひろこ              | 木村隆一            | 木村隆一        | 中原清隆                     |
| 7    | 장난을 치는 방법              | いたずらの仕方               | 江夏由結                  | 中野新道            | 松園公          | 相坂直紀                     |
| 8    | 라이벌과의 싸우는 방법        | ライバルとの戦い方           | 杉原研二                  | 蔭山康生            | 富沢信雄        | 馬場健                       |
| 9    | 천사를 찾는 방법              | 天使の見つけ方               | ときたひろこ              | ひいろゆきな        | 山田雄三        | 金相燁                       |
| 10   | 능숙하게 화해하는 방법        | 上手な仲直りの仕方           | 江夏由結                  | 佐藤真二            | 佐藤真二        | 安田好孝                     |
| 11   | 근사한 댄스를 추는 방법       | 素敵なダンスの誘い方         | ふでやすかずゆき          | 空廻稔 ひいろゆきな | 溝渕康人        | 森下真澄 中原清隆 赤尾良太郎 |
| 12   | 잡동사니를 모으는 방법        | ガラクタの集め方             | 小林靖子                  | 新留俊哉            | 高橋丈夫 宍戸淳 | Lee Si Min 広田知子          |
| 13   | 성의 걷는 방법                | お城の歩き方                 | ときたひろこ              | 木村隆一            | 木村隆一        | 南伸一郎                     |
| 14   | 행복을 느끼는 방법            | しあわせの感じ方             | ときたひろこ              | 平田豊              | 大西景介        | 桜井木ノ実                   |
| 15   | 유원지에서 노는 방법          | 遊園地のあそび方             | 江夏由結                  | 増田敏彦            | 古谷渓一郎      | 宮本佐和子                   |
| 16   | 하계의 걷는 방법              | 下界の歩き方                 | ときたひろこ              | 青山浩行            | 古谷渓一郎      | 馬場健                       |
| 17   | 휴일을 즐기는 방법            | 休日の楽しみ方               | 江夏由結                  | 新留俊哉            | 岡崎幸男        | 玉井公子                     |
| 18   | 바캉스를 지내는 방법          | バカンスのすごし方           | ふでやすかずゆき          | 佐藤雄三            | 磨積良亜澄      | 坂井久太                     |
| 19   | 견습 천사의 힘내는 방법       | 見習い天使のがんばり方       | 小林靖子                  | 青山浩行            | 古谷渓一郎      | 馬場健                       |
| 20   | 잃어버린 물건을 찾는 방법     | なくしたものの見つけ方       | 杉原研二                  | プリンちゃん        | 桝井剛          | 金相燁                       |
| 21   | 여자아이의 힘내는 방법        | 女の子のがんばり方           | ときたひろこ              | 田中敦子            | 古谷渓一郎      | 宮本佐和子                   |
| 22   | 운동회에서 불타는 방법        | 運動会の燃え方               | ふでやすかずゆき 小林靖子 | 佐藤真二            | 太田雅彦        | 中原清隆 森下真澄            |
| 23   | 하이킹을 즐기는 방법          | ハイキングの楽しみ方         | 杉原研二 小林靖子         | 松尾衡              | 松尾衡          | 阿部純子 北野幸広            |
| 24   | 병문안을 가는 방법            | お見舞いの行き方             | 江夏由結                  | 新留俊哉            | 岡崎幸男        | 玉井公子                     |
| 25   | 이별의 방법                   | お別れの仕方                 | ときたひろこ              | ひいろゆきな        | 関田修          | 岩井優器 飯飼一幸 斎藤和也   |
| 26   | 마음을 잇는 방법              | 想いのつなぎ方               | 小林靖子                  | 佐藤雄三            | 佐藤雄三        | 坂井久太                     |

## 라디오
피타피타엔젤♪(ぴたぴたエンジェル♪)
- 방송국：라디오 오사카, 문화방송 외
- 방송기간：2002년 4월~2002년 10월
- 퍼스낼러티：타무라 유카리, 신타니 료코

피타피타엔젤♪A(ぴたぴたエンジェル♪A)
- 방송국：라디오 오사카, 문화방송 외
- 방송기간：2002년 10월~2003년 3월
- 퍼스낼러티：타무라 유카리, 신타니 료코